# Jean-Ernest de Nassau-Weilbourg
Pour les articles homonymes, voir Jean-Ernest.
Jean-Ernest de Nassau-Weilbourg (en allemand Johann Ernst von Nassau-Weilburg), né le 13 juin 1664 à Weilbourg, décédé le 27 février 1719 à Heidelberg.
Il est comte puis prince de Nassau-Weilbourg de 1675 à 1719.

## Famille
Fils de Frédéric de Nassau-Weilbourg et de Christine de Sayn-Wittgenstein-Hombourg.
Le 3 avril 1683, Jean-Ernest de Nassau-Weilbourg épouse la comtesse Marie-Polyxène de Leiningen-Dagsbourg-Hartenbourg (1662-1725)
Neuf enfants sont nés de cette union : 
dont,
- Charles-Auguste de Nassau-Weilbourg, prince de Nassau-Weilbourg
- Madeleine-Henriette de Nassau-Weilbourg (1691-1725), en 1719 elle épouse le comte puis prince Frédéric-Guillaume de Solms-Braunfels (1696-1761)

## Biographie
En 1675 Frédéric de Nassau-Weilbourg meurt d'une chute de cheval, Jean-Ernest de Nassau-Weilbourg hérite avec son jeune frère Frédéric du comté de Nassau-Weilbourg. Jean-Ernest de Nassau-Weilbourg est chargé du gouvernement du comté de Nassau-Idstein.
Jean-Ernest de Nassau-Weilbourg reçoit un enseignement privé. En 1671, il a pour précepteurs L. Engel, en 1676, Frantz Ertzmann. En juillet 1679, il commence ses études à l'université de Tübingen.
À la mort de Jean de Nassau-Idstein il hérite avec son frère Frédéric du comté de Nassau-Idstein.
De 1681 à 1682, Jean-Ernest de Nassau-Weilbourg vit à la Cour de Louis XIV de France à Versailles.
Jean-Ernest de Nassau-Weilbourg appartient à la huitième branche (branche cadette de Nassau-Weilbourg), elle-même issue de la septième branche (branche aînée de Nassau-Weilbourg) de la Maison de Nassau. Cette lignée cadette de Nassau-Weilbourg appartient à la tige valmérienne qui donna des grands-ducs au Luxembourg.
Jean-Ernest de Nassau-Weilbourg est l'ascendant du grand-duc Henri Ier de Luxembourg.